# Nymphalis exmaculata
Nymphalis exmaculata är en fjärilsart som beskrevs av Reuss 1911. Nymphalis exmaculata ingår i släktet Nymphalis och familjen praktfjärilar. Inga underarter finns listade i Catalogue of Life.